# Beatrice di Girolamo
Beatrice di Girolamo Armanet (Santiago, 1972) es una artista visual y diseñadora gráfica chilena.

## Biografía y trayectoria
Es hija del artista Vittorio di Girolamo, sobrina del director Claudio di Girolamo, prima de la actriz Claudia di Girolamo y tía de la sexóloga Raffaella di Girolamo. Estudió diseño en la Pontificia Universidad Católica de Chile, donde fue alumna de Eugenio Dittborn, Andrés Vio, Cristóbal Andwandter y Andrés Gana. Luego, tomó cursos de diplomado de arte en la misma casa de estudios antes de dedicarse al arte.
En su trayectoria como artista se ha centrado en el uso de la madera: en 2007 se dedicó a trabajar con tablas de roble para macerar vino, tejuelas de alerce para revestir viviendas y pintura. En 2009 expuso Duelas en la Galería Patricia Ready de Santiago y al año siguiente, expuso Contrapeso en la Universidad de Talca junto al artista Andrés Vio.
En 2012 presentó las muestras Renovales en el Museo de Arte Moderno de Chiloé, Ilusorios en Galería Patricia Ready y Vetas I en el Museo de Arte Contemporáneo de Valdivia. Al año siguiente presentó la continuación titulada Vetas II en la Pinacoteca de la Universidad de Concepción y participó en la muestra colectiva Madera en Galería AMS Marlborough de Vitacura, Santiago.
En 2013 obtuvo el primer lugar en el Concurso Nacional TransparentARTE organizado por el Consejo para la Transparencia del Estado de Chile con su escultura Ilusión y Certeza y participó en la IX Bienal del Mercosur en Porto Alegre, Brasil.'
En 2022 presentó Nuevas Coordenadas, una recopilación de sus trabajos y ejercicios creativos realizados entre el denominado Estallido social y la pandemia del coronavirus.

## Vestigios: arqueología de la ciudad
Su obra más reconocida es Vestigios: arqueología de la ciudad, un proyecto que forma parte de la colección MetroArte del Metro de Santiago desde 2021.
Montado en los muros de los andenes de la estación San Alberto Hurtado del Metro de Santiago, el proyecto fue encargada por Hogar de Cristo, la Fundación Padre Hurtado y MetroArte. Inspirada en frases de Alberto Hurtado, esta obra tomó cuatro años y está hecha en madera aportada por vecinos de Estación Central, la comuna donde se emplaza la estación de Metro.